# یوهی تاکموتو
یوهی تاکموتو (ژاپنی: 竹本 雄飛؛ زادهٔ ۱۹ اوت ۱۹۹۷) یک بازیکن فوتبال اهل ژاپن است.
از باشگاه‌هایی که در آن بازی کرده‌است می‌توان به باشگاه فوتبال رواسو کوماموتو اشاره کرد.